# Bryaninops ridens
Bryaninops ridens es una especie de peces de la familia de los Gobiidae en el orden de los Perciformes.

## Morfología
Los machos pueden llegar a alcanzar los 1,6 cm de longitud total.

## Distribución geográfica
Se encuentra desde el Mar Rojo y  África Oriental hasta Fiyi, Tonga, la Gran Barrera de Coral y Ulithi (Micronesia ).

## Observaciones
Es inofensivo para los humanos.